# Atractocerus bicolor
Atractocerus bicolor är en skalbaggsart som beskrevs av Strohmeyer 1910. Atractocerus bicolor ingår i släktet Atractocerus och familjen varvsflugor. Inga underarter finns listade i Catalogue of Life.